# Marie Antoinetta
Marie Antonie Josefa Johana Habsbursko-Lotrinská (2. listopadu 1755 Vídeň – 16. října 1793 Paříž) byla rozená císařská a královská princezna, jíž náležel titul rakouské arcivévodkyně. V letech 1774 až 1793 byla jako manželka krále Ludvíka XVI. královnou francouzskou a navarrskou.
Marie Antonie byla dcerou habsburské panovnice Marie Terezie a císaře Františka Štěpána I. Ve čtrnácti letech byla poslána na francouzský královský dvůr, aby tam spojila svůj život se životem budoucího krále Ludvíka XVI. Jako královna, jíž se stala v necelých dvaceti letech, vedla poněkud rozmařilý život. V roce 1789 došla hladovému lidu trpělivost, krále s královnou svrhl a po jejich nezdařeném útěku, ve kterém figuroval její dlouholetý milenec Axel Fersen, byla uvězněna v Templu. Byla popravena devět měsíců po svém manželovi, její život v říjnu 1793 na dnešním Náměstí svornosti ukončila gilotina. Cesta královny na popraviště ve vozíku pro odsouzené je zachycena na autentické skice od J. L. Davida.

## Život

### Původ
Arcivévodkyně Marie Antonie se narodila z manželství Marie Terezie Habsburské (1717–1780) a Františka I. Štěpána Lotrinského (1708–1765). Přišla na svět jako patnácté dítě a poslední dcera tohoto páru. Byla členkou habsbursko-lotrinské dynastie.
Její matka Marie Terezie byla vnučkou císaře Leopolda I., neteří císaře Josefa I. a dcerou císaře Karla VI., který měl se svojí manželkou Alžbětou Kristýnou pouze dvě dcery, z nichž se starší Marie Terezie stala jeho dědičkou (Pragmatická sankce). Za lotrinského vévodu Františka Štěpána, který v mládí pobýval na císařském dvoře a do něhož se bezhlavě zamilovala, se provdala v roce 1736. On sám se kvůli své vyvolené musel vzdát Lotrinského vévodství ve prospěch Francouzského království. V roce 1745 byl pak zvolen císařem Svaté říše římské.

### Manželství

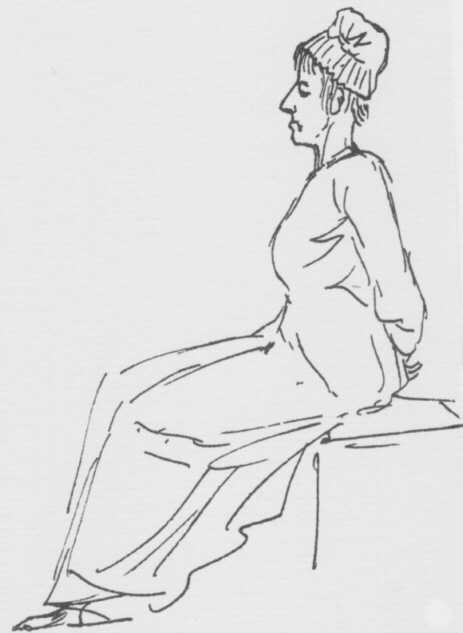
Marie Antonietta jde na popraviště od J. L. Davida

Stejně jako její sourozenci se také Marie Antonie již v mladém věku stala objektem matčiny sňatkové politiky. Zřejmě v roce 1766 pojala Marie Terezie plán na sňatek dcery s francouzským následníkem trůnu, čímž by utužila křehké spojenectví mezi Rakouskem a Francií. V roce 1770 se Marie Antoinetta ve Vídni v zastoupení provdala za francouzského následníka trůnu Ludvíka, poté se vydala s družinou na cestu do Francie. Podle zvyku na hranicích obou říší proběhlo předání arcivévodkyně, Marie Antoinetta musela svléci a odložit vše rakouské včetně svého psíka Mopse. Po sňatku přijala jméno Marie Antoinetta a stala se francouzskou korunní princeznou („dauphinkou“). Manžel usedl jako Ludvík XVI. na trůn po smrti svého děda Ludvíka XV. v roce 1774. Po jeho boku byla Marie Antoinetta královnou až do pádu království za Velké francouzské revoluce v roce 1792, kdy byl nejdříve popraven Ludvík a devět měsíců po něm i ona. Se svým manželem neměla vůbec dobrý vztah, on byl tichý a tajemný, zatímco ona byla veřejnosti otevřená. Antoinetta se snažila co nejvíce myšlenkami utéct z tohoto manželství. Pomohl jí v tom její velmi dobrý přítel a později i milenec Axel Fersen, kterého z celého srdce milovala. Bohužel v té době byla už vdaná za Ludvíka XVI. 19. prosince 1778 se po osmi letech manželství páru narodilo první dítě – dcera, Marie Terezie Šarlota, „Madame Royale“, pozdější kněžna z Angoulême, která byla jediným potomkem, který přežil Francouzskou revoluci. Jako další dítě královny se narodil 22. října 1781 vymodlený dauphin – Ludvík Josef Xaver. Později měli ještě Ludvíka Karla, vévodu z Normandie a dceru Madame Sophie, která však byla znetvořená a v jedenácti měsících zemřela. Vévoda z Normandie zemřel za Hrůzovlády, když byl dán na převýchovu ševci Simonovi. Vévoda z Normandie je označován také jako Ludvík XVII. I přesto, že se Antoinetta stala matkou, nepřestala navštěvovat oslavy a plesy, hrát karty a hazardní hry, ve kterých nechala nemalé jmění, které získávala ze státní pokladny. Díky tomuto byla přezdívána Madame Déficit. Ačkoliv náklady na královský dvůr byly rovny desetině ročního státního rozpočtu, hlavní příčinou bankrotu bylo financování amerických kolonií v boji o nezávislost na Velké Británii. Z velké části mohla za obrovský státní dluh i neschopnost tehdejších ministrů a krále prosadit zdanění šlechty, která se postavila proti vůli krále a tím neumožnila ozdravení ekonomiky království. Ludvík a Antoinetta se nezajímali o politiku a o svůj lid. Poddaní svou královnu vnímali jako bezstarostnou osobu, která se zajímá jen o své blaho a bohatství. Tato situace pak vedla přímo k Velké francouzské revoluci. Z rozhodnutí Revolučního tribunálu byla dne 16. října 1793 v Paříži Antoinetta sťata gilotinou. Její bratr Josef II. při jedné z návštěv Antoinetty měl pravdu, když pronesl větu „La révolution sera cruelle...“ („Revoluce bude krutá...“).

## Filmová zpracování osudu Marie Antoinetty
| Rok  | Název                                                       | Režisér           | Představitelka M. A.  |
| ---- | ----------------------------------------------------------- | ----------------- | --------------------- |
| 1923 | Marie Antoinetta – Život královny                           | Rudolf Meinert    | Diana Karenne         |
| 1938 | Marie Antoinetta                                            | W.S. Van Dyke     | Norma Shearerová      |
| 1956 | Marie Antoinetta, královna Francie                          | Jean Delannoy     | Michèle Morganová     |
| 1975 | Marie Antoinetta                                            | Guy-André Lefranc | Geneviève Casile      |
| 1989 | Francouzská revoluce                                        | Robert Enrico     | Jane Seymourová       |
| 1995 | Dva pokoje ve Versailles (Z hříček o královnách)            | Oldřich Daněk     | Hana Igonda Ševčíková |
| 1996 | Marie Antoinette is niet dood (Marie Antoinetta není mrtvá) | Irma Achten       | Antje de Boeck        |
| 2001 | Aféra s náhrdelníkem                                        | Charles Shyer     | Joely Richardson      |
| 2006 | Marie Antoinetta                                            | Sofia Coppola     | Kirsten Dunstová      |
| 2012 | Sbohem, královno                                            | Benoît Jacquot    | Diane Krugerová       |
| 2022 | Marie-Antoinette                                            | Pete Travis       | Emilia Schüleová      |

## Portréty Marie Antoinetty a její rodiny

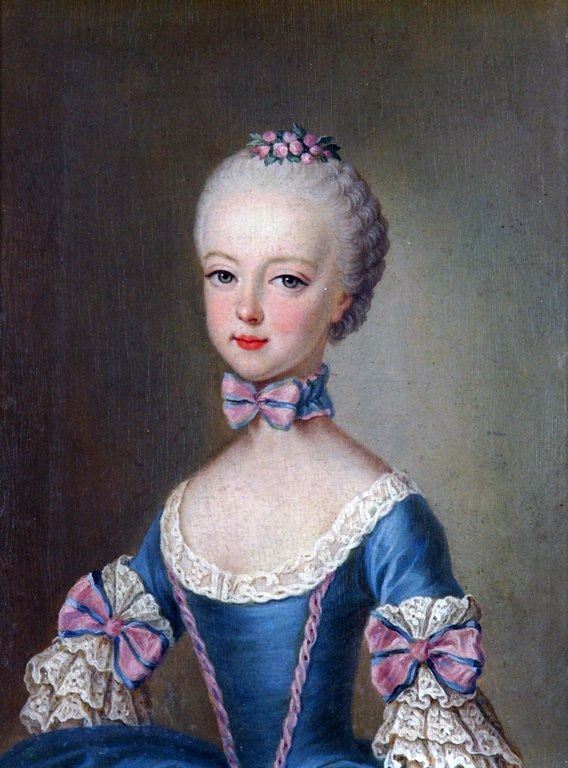
Portrét arcivévodkyně Marie Antonie z roku 1762
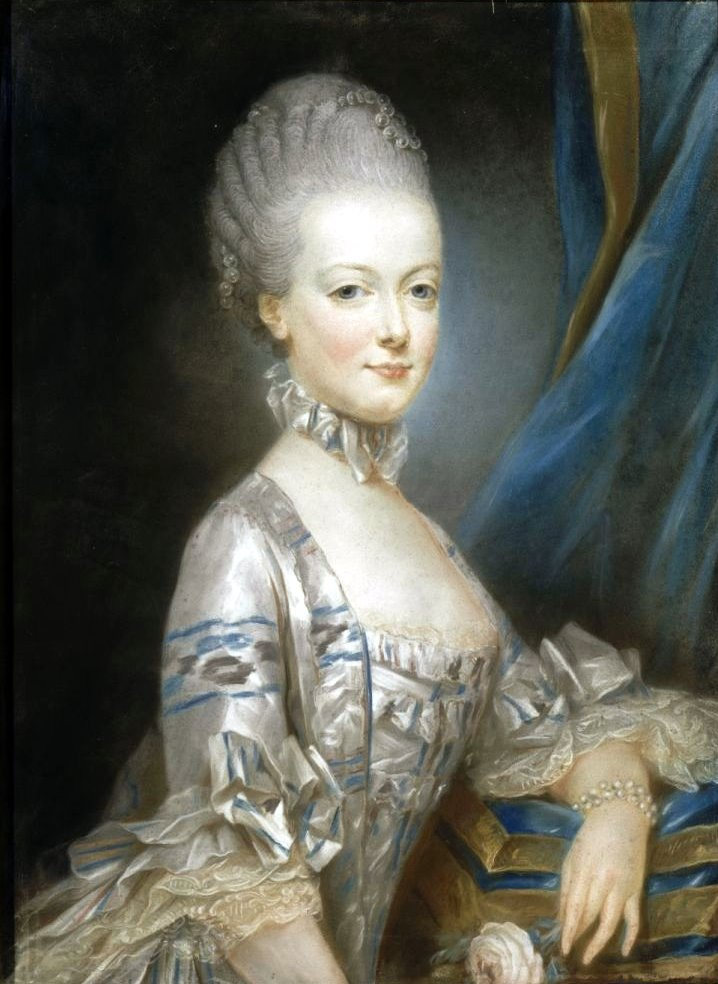
Pastel od Josepha Ducreuxe z roku 1769
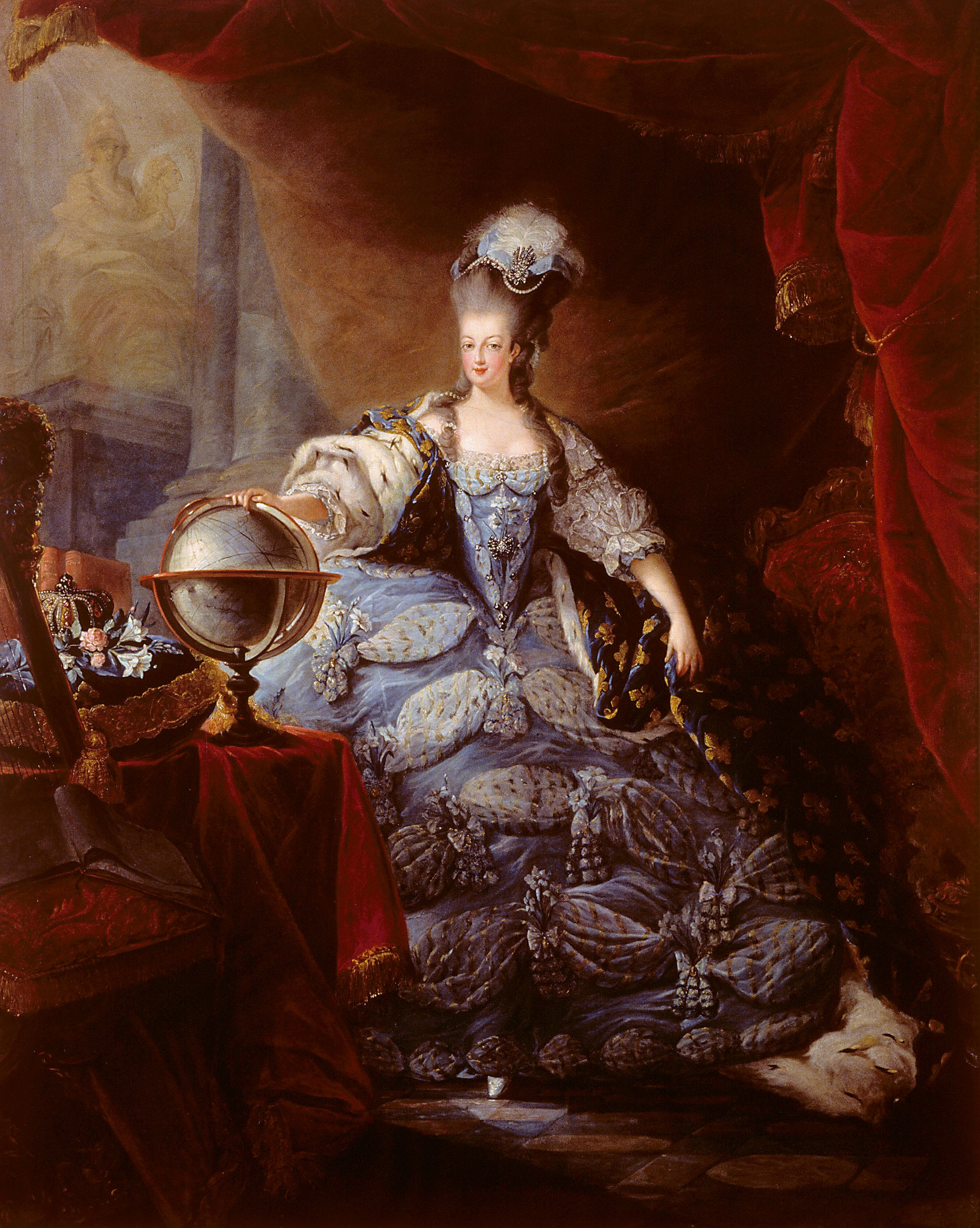
Portrét královny Marie Antoinetty od Jeana Dagoty z roku 1775
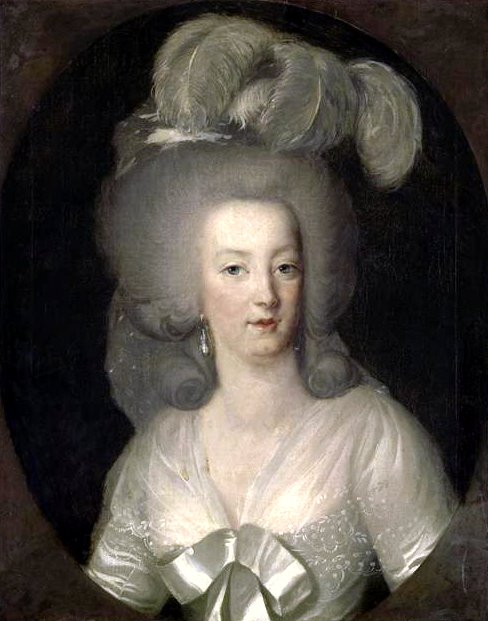
Olejomalba královny Marie Antoinetty, 1780
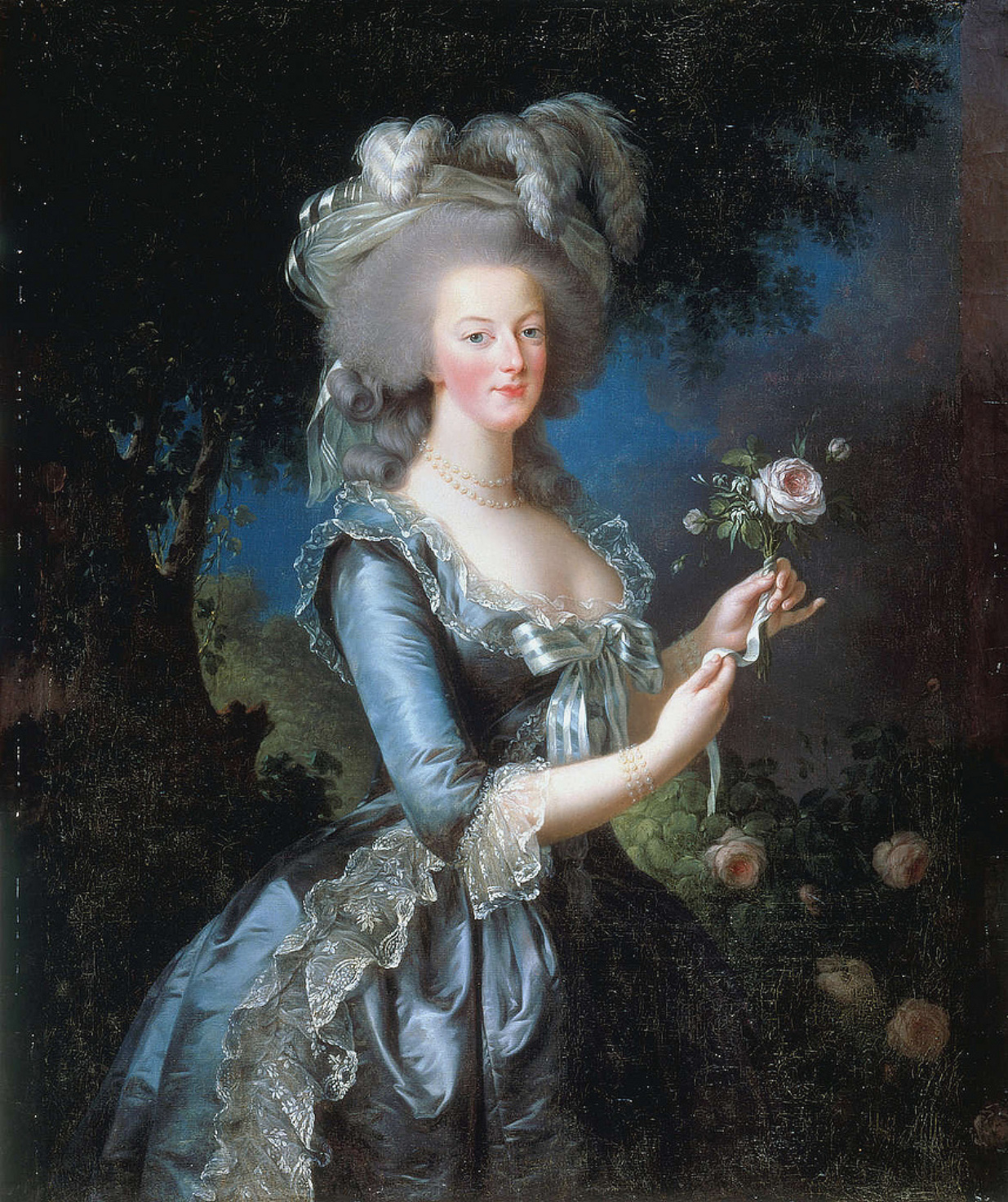
Portrét od Élisabeth Le Brun z roku 1783
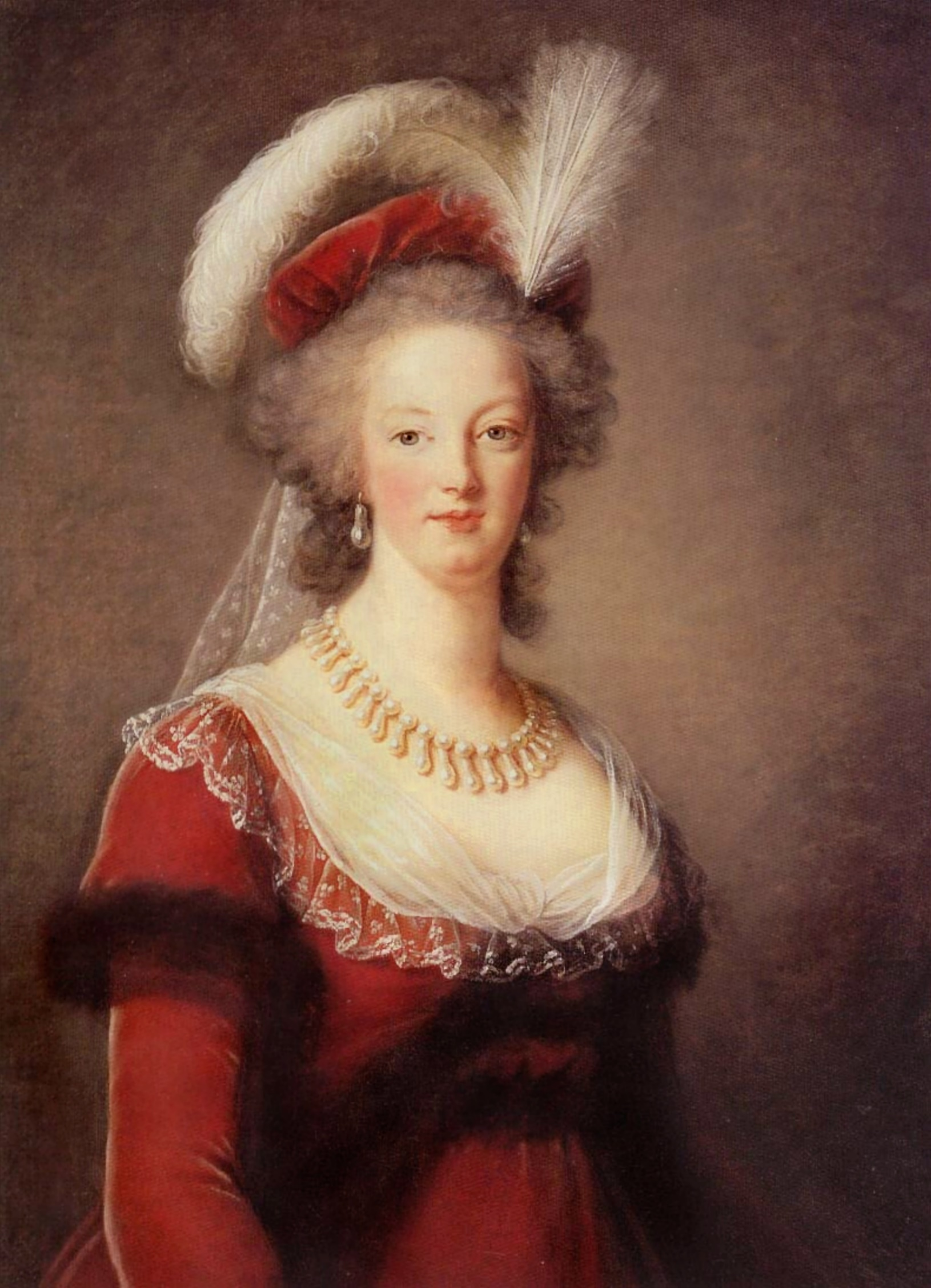
Portrét od Élisabeth Le Brun z roku 1786
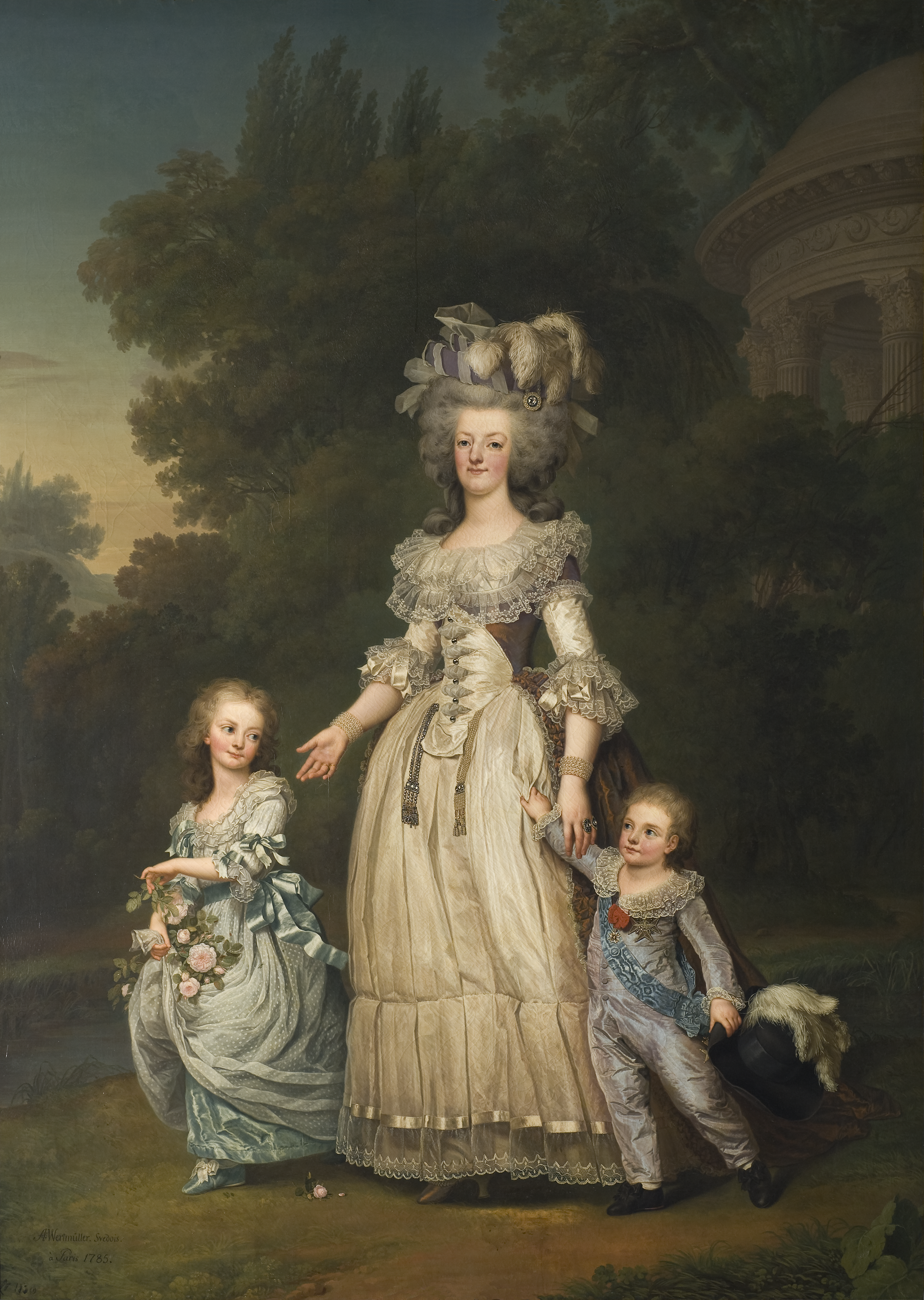
Marie Antoinetta s dětmi Marií Terezií a Ludvíkem Josefem od Adolfa Wertmüllera z roku 1785
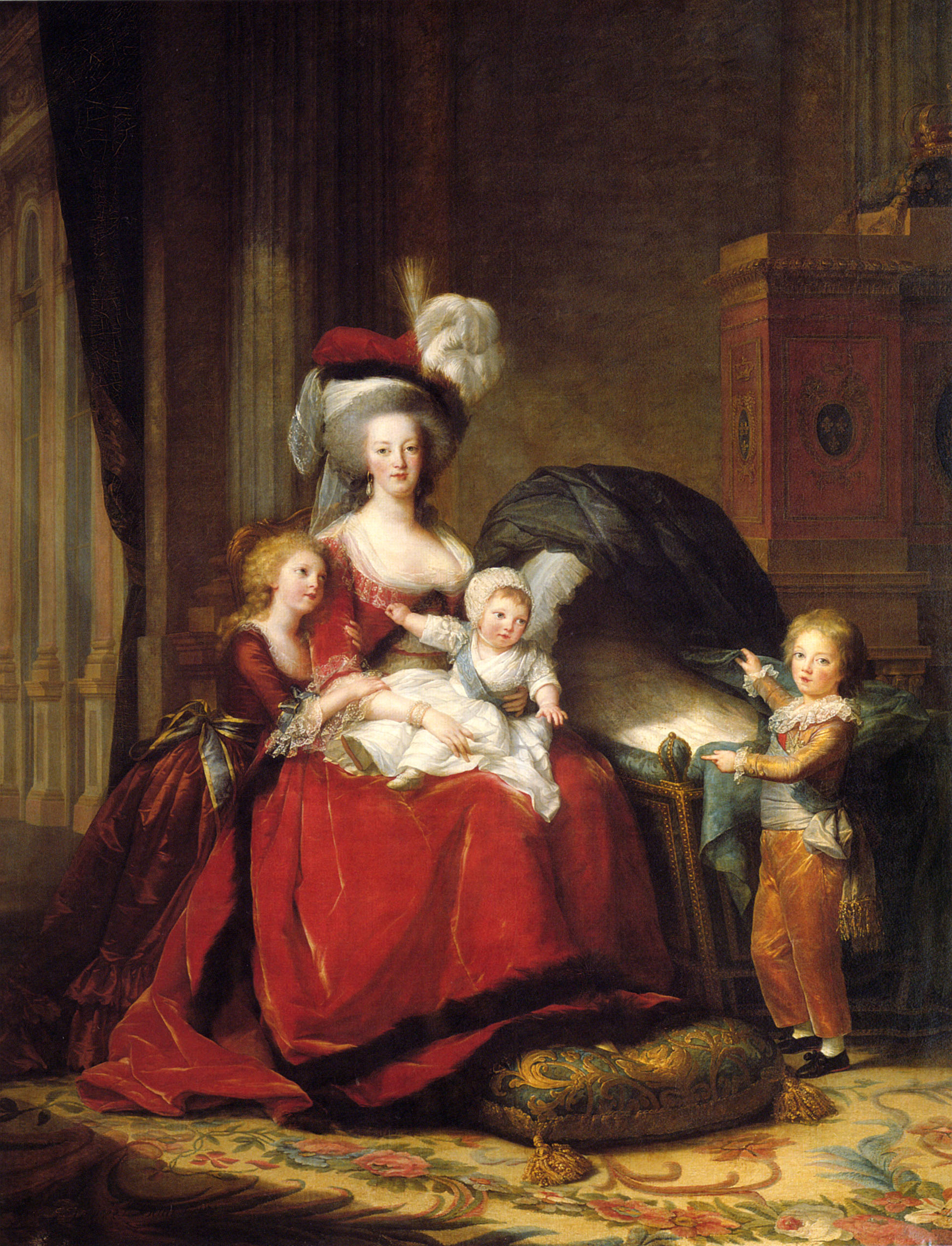
Marie Antoinetta s dětmi od Elisabeth Le Brun v roce 1787
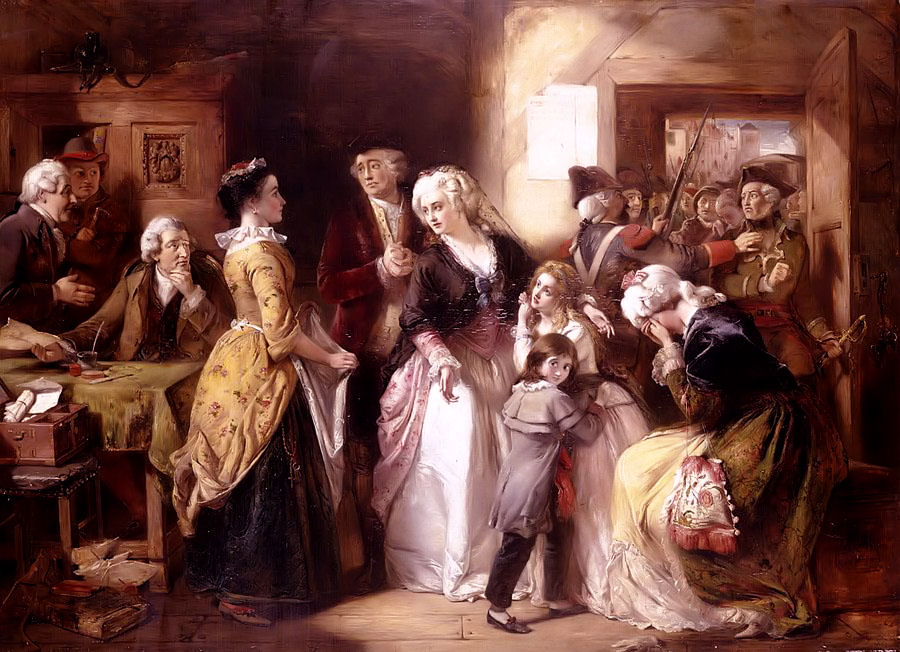
Uvěznění královské rodiny
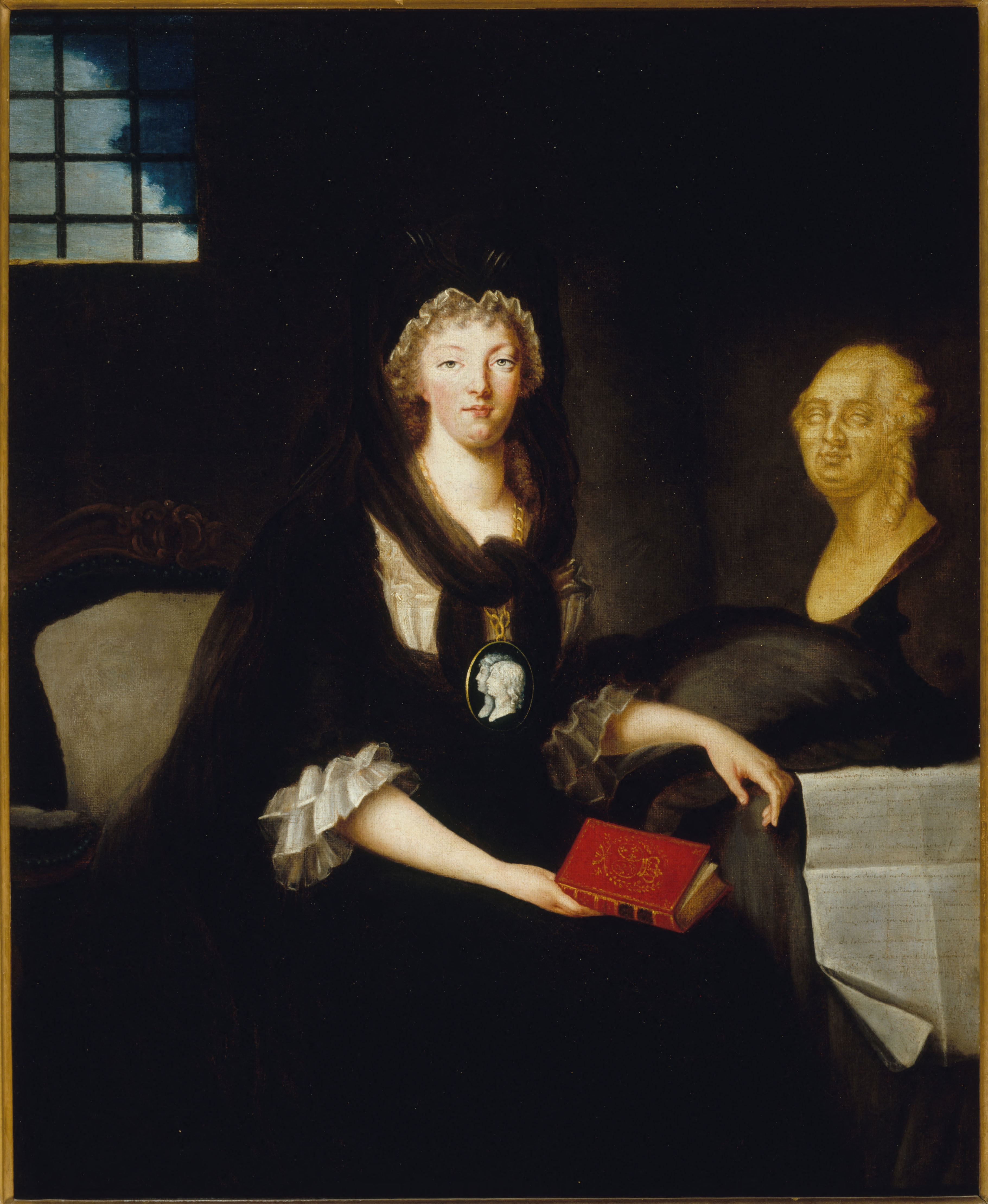
Bývalá královna, „občanka Kapetová“, v Templu
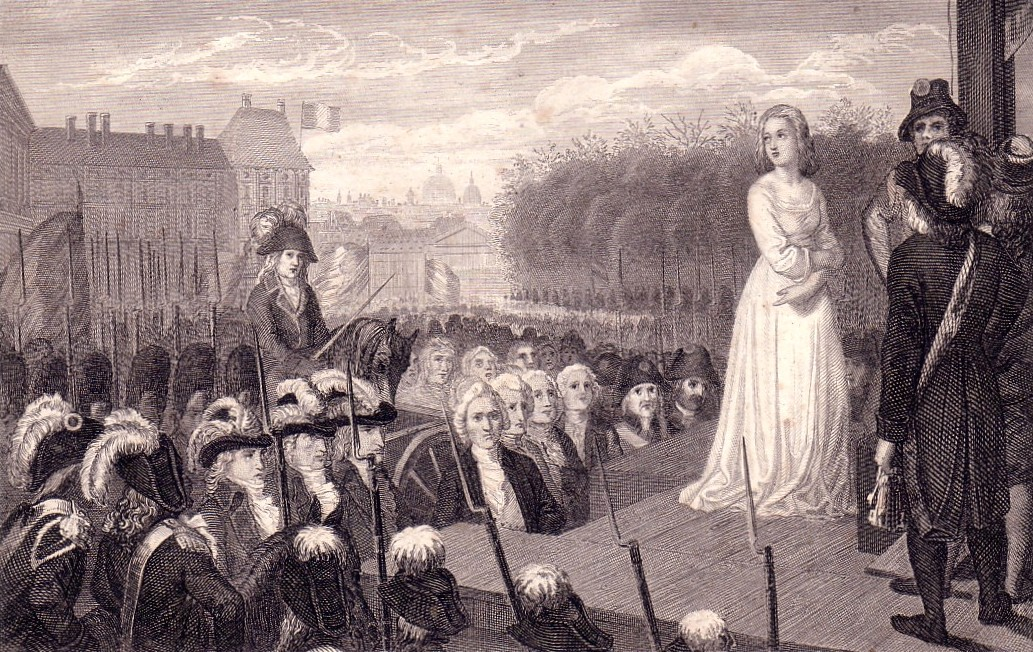
Poprava Marie Antoinetty

## Vývod z předků
|                                       |                                             |  |                           |                                                             |  |  |  |  |  |  |  | Mikuláš František Lotrinský |
|                                       |                                             |  |                           |                                                             |  |  |  |  |  |  |  |                             |
|                                       | Karel V. Lotrinský                          |  |                           |                                                             |  |  |  |  |  |  |  |                             |
|                                       |                                             |  |                           |                                                             |  |  |  |  |  |  |  |                             |
|                                       |                                             |  |                           | Klaudie Lotrinská                                           |  |  |  |  |  |  |  |                             |
|                                       |                                             |  |                           |                                                             |  |  |  |  |  |  |  |                             |
|                                       | Leopold Josef Lotrinský                     |  |                           |                                                             |  |  |  |  |  |  |  |                             |
|                                       |                                             |  |                           |                                                             |  |  |  |  |  |  |  |                             |
|                                       |                                             |  |                           | Ferdinand III. Habsburský                                   |  |  |  |  |  |  |  |                             |
|                                       |                                             |  |                           |                                                             |  |  |  |  |  |  |  |                             |
|                                       | Eleonora Marie Josefa Habsburská            |  |                           |                                                             |  |  |  |  |  |  |  |                             |
|                                       |                                             |  |                           |                                                             |  |  |  |  |  |  |  |                             |
|                                       |                                             |  |                           | Eleonora Magdalena Gonzagová                                |  |  |  |  |  |  |  |                             |
|                                       |                                             |  |                           |                                                             |  |  |  |  |  |  |  |                             |
|                                       | František I. Štěpán Lotrinský               |  |                           |                                                             |  |  |  |  |  |  |  |                             |
|                                       |                                             |  |                           |                                                             |  |  |  |  |  |  |  |                             |
|                                       |                                             |  |                           | Ludvík XIII.                                                |  |  |  |  |  |  |  |                             |
|                                       |                                             |  |                           |                                                             |  |  |  |  |  |  |  |                             |
|                                       | Filip I. Orleánský                          |  |                           |                                                             |  |  |  |  |  |  |  |                             |
|                                       |                                             |  |                           |                                                             |  |  |  |  |  |  |  |                             |
|                                       |                                             |  |                           | Anna Rakouská                                               |  |  |  |  |  |  |  |                             |
|                                       |                                             |  |                           |                                                             |  |  |  |  |  |  |  |                             |
|                                       | Alžběta Charlotta Orleánská                 |  |                           |                                                             |  |  |  |  |  |  |  |                             |
|                                       |                                             |  |                           |                                                             |  |  |  |  |  |  |  |                             |
|                                       |                                             |  |                           | Karel I. Ludvík Falcký                                      |  |  |  |  |  |  |  |                             |
|                                       |                                             |  |                           |                                                             |  |  |  |  |  |  |  |                             |
|                                       | Alžběta Šarlota Falcká                      |  |                           |                                                             |  |  |  |  |  |  |  |                             |
|                                       |                                             |  |                           |                                                             |  |  |  |  |  |  |  |                             |
|                                       |                                             |  |                           | Šarlota Hesensko-Kasselská                                  |  |  |  |  |  |  |  |                             |
|                                       |                                             |  |                           |                                                             |  |  |  |  |  |  |  |                             |
| Marie Antoinetta Habsbursko-Lotrinská |                                             |  |                           |                                                             |  |  |  |  |  |  |  |                             |
|                                       |                                             |  |                           |                                                             |  |  |  |  |  |  |  |                             |
|                                       |                                             |  | Ferdinand III. Habsburský |                                                             |  |  |  |  |  |  |  |                             |
|                                       |                                             |  |                           |                                                             |  |  |  |  |  |  |  |                             |
|                                       | Leopold I.                                  |  |                           |                                                             |  |  |  |  |  |  |  |                             |
|                                       |                                             |  |                           |                                                             |  |  |  |  |  |  |  |                             |
|                                       |                                             |  |                           | Marie Anna Španělská                                        |  |  |  |  |  |  |  |                             |
|                                       |                                             |  |                           |                                                             |  |  |  |  |  |  |  |                             |
|                                       | Karel VI. Habsburský                        |  |                           |                                                             |  |  |  |  |  |  |  |                             |
|                                       |                                             |  |                           |                                                             |  |  |  |  |  |  |  |                             |
|                                       |                                             |  |                           | Filip Vilém Falcký                                          |  |  |  |  |  |  |  |                             |
|                                       |                                             |  |                           |                                                             |  |  |  |  |  |  |  |                             |
|                                       | Eleonora Magdalena Falcko-Neuburská         |  |                           |                                                             |  |  |  |  |  |  |  |                             |
|                                       |                                             |  |                           |                                                             |  |  |  |  |  |  |  |                             |
|                                       |                                             |  |                           | Alžběta Amálie Hesensko-Darmstadtská                        |  |  |  |  |  |  |  |                             |
|                                       |                                             |  |                           |                                                             |  |  |  |  |  |  |  |                             |
|                                       | Marie Terezie                               |  |                           |                                                             |  |  |  |  |  |  |  |                             |
|                                       |                                             |  |                           |                                                             |  |  |  |  |  |  |  |                             |
|                                       |                                             |  |                           | Anton Ulrich Brunšvicko-Wolfenbüttelský                     |  |  |  |  |  |  |  |                             |
|                                       |                                             |  |                           |                                                             |  |  |  |  |  |  |  |                             |
|                                       | Ludvík Rudolf Brunšvicko-Wolfenbüttelský    |  |                           |                                                             |  |  |  |  |  |  |  |                             |
|                                       |                                             |  |                           |                                                             |  |  |  |  |  |  |  |                             |
|                                       |                                             |  |                           | Alžběta Juliana Šlesvicko-Holštýnsko-Sonderbursko-Norburská |  |  |  |  |  |  |  |                             |
|                                       |                                             |  |                           |                                                             |  |  |  |  |  |  |  |                             |
|                                       | Alžběta Kristýna Brunšvicko-Wolfenbüttelská |  |                           |                                                             |  |  |  |  |  |  |  |                             |
|                                       |                                             |  |                           |                                                             |  |  |  |  |  |  |  |                             |
|                                       |                                             |  |                           | Albrecht Arnošt I. Öttingenský                              |  |  |  |  |  |  |  |                             |
|                                       |                                             |  |                           |                                                             |  |  |  |  |  |  |  |                             |
|                                       | Kristýna Luisa Öttingenská                  |  |                           |                                                             |  |  |  |  |  |  |  |                             |
|                                       |                                             |  |                           |                                                             |  |  |  |  |  |  |  |                             |
|                                       |                                             |  |                           | Kristýna Frederika Württemberská                            |  |  |  |  |  |  |  |                             |
|                                       |                                             |  |                           |                                                             |  |  |  |  |  |  |  |                             |